# Dayushu, Inre Mongoliet
Dayushu (kinesiska: 大榆树, 大榆树乡) är en socken i Kina. Den ligger i den autonoma regionen Inre Mongoliet, i den norra delen av landet, omkring 60 kilometer öster om regionhuvudstaden Hohhot. Antalet invånare är 13062. Befolkningen består av 5 555 kvinnor och 7 507 män. Barn under 15 år utgör 8,0 %, vuxna 15-64 år 77 %, och äldre över 65 år 13,0 %.
Genomsnittlig årsnederbörd är 642 millimeter. Den regnigaste månaden är juli, med i genomsnitt 191 mm nederbörd, och den torraste är januari, med 3 mm nederbörd.